# Dandy (Automarke)
Dandy war eine britische Automobilmarke, die von 1922 bis 1925 von James Summer & Sons in Southport (Lancashire) gebaut wurde.
Der Dandy war ein Leichtfahrzeug mit V2-Motor von Precision. Der Motor war mit 8,9 hp angegeben. Zu einer Serienproduktion kam es nicht.